# Cursuvell
Cursuvell es un despoblado español del municipio de Albañá, perteneciente a la provincia de Gerona, en la comunidad autónoma de Cataluña.

## Toponimia
El lugar puede aparecer referido con las grafías «Cursuvell» y «Cursavell».

## Historia
Hacia mediados del siglo XIX, el lugar, por entonces con ayuntamiento propio, tenía contabilizada una población de 86 habitantes. Aparece descrito en el séptimo volumen del Diccionario geográfico-estadístico-histórico de España y sus posesiones de Ultramar de Pascual Madoz con las siguientes palabras:

CURSAVELL: ald. en la prov. y dióc. de Gerona (9 horas), part. jud. de Olot (6), aud. terr. y c. g. de Barcelona (29); forma ayunt. con los pueblos de Ribellas, Pincaró, Sous, Lloroná del part. de Figueras y Basagoda que es la cap. sit. en la falda de la montaña de San Juan de Bausols, cuya base baña el r. Muga por el N.; le combaten los vientos del S. con frecuencia; su clima es algo frio, pero sano; las enfermedades comunes son las estacionales. Tiene una igl. parr. (San Martin) aneja de la de San Andres de Lloroná. El term. confina N. Pincaró, E. Albañá; S. Lloroná, y O. Basagoda; en la cima de la montaña en cuya falda está sit. la pobl., se ve la ermita de San Juan de Bausols, en la que hay un ermitaño que cuida del culto y aseo. El terreno es montuoso, pedregoso y calizo; corren por él varios arroyuelos que se unen al r. Muga; y le cruza el camino de herradura que conduce de Tortellá á San Lorenzo de la Muga. El correo se recibe de Besalú. prod.: trigo, maiz, fajol, mijo, vino y aceite con escasez, frutas y hortalizas; cria ganado lanar, y caza de liebres y perdices. pobl.: 14 vec., 86 alm. cap. prod:. 334,000 rs. imp.: 8,350.
(Madoz, 1847, p. 289)

El municipio de Cursuvell desapareció de cara al censo de 1857 y el término pasó a formar parte del de Bassagoda. En la actualidad, pertenece al municipio de Albañá. En 2023, la entidad singular de población no tenía empadronado ningún habitante.